# 995
Раннє Середньовіччя  •  Епоха вікінгів  •  Золота доба ісламу  •  Реконкіста

## Геополітична ситуація
Візантію очолює Василій II Болгаробійця. Оттон III є імператором Священній Римській імперії.
Королем Західного Франкського королівства править, принаймні формально, Гуго Капет.
Апеннінський півострів розділений між численними державами: північ належить Священній Римській імперії,  середню частину займає Папська область, на південь від Римської області  лежать невеликі незалежні герцогства, деякі області на півночі та на півдні належать Візантії, інші окупували сарацини. Південь Піренейського півострова займає Кордовський халіфат на чолі з Хішамом II. Північну частину півострова займають королівство Астурія і королівство Галісія та королівство Леон, де править Бермудо II.
Королівство Англія очолює Етельред Нерозумний.
У Київській Русі триває правління Володимира. У Польщі править Болеслав I Хоробрий.  Перше Болгарське царство частково захоплене Візантією, в іншій частині править цар Самуїл. У Хорватії править король Степан Држислав.  Великим князем мадярів є Геза.
Аббасидський халіфат очолює аль-Кадір, в Єгипті владу утримують Фатіміди, в Середній Азії — Саманіди, починається становлення держави Газневідів. У Китаї продовжується правління династії Сун. Значними державами Індії є Пала, Пратіхара, Чола. В Японії триває період Хей'ан.

## Події
- Завдяки швидкому переміщенню військ з Болгарії візантійський василевс Василій II Болгаробійця відігнав Фатімідів від Алеппо. Відходом візантійських військ скористався болгарський цар Самуїл і підступив із військами до Фессалонік.
- Князь Богемії Болеслав II винищив рід Славниковичів.
- Олаф Трюггвасон став королем Норвегії.
- Улоф Шетконунг став королем Швеції.
- Королем Шотландії став Костянтин III.